# Джус Василь Богданович
Васи́ль Богда́нович Джу́с (нар. 25 вересня 1974 — 16 травня 2019) — прапорщик Збройних сил України, учасник російсько-української війни.

## Життєпис
Народився 1974 року в Букачівцях (Рогатинський район, Івано-Франківська область); мешкав в Івано-Франківську. Закінчив ПТУ — за фахом слюсар-інструментальник. Після строкової служби в Житомирі працював охоронцем, їздив по заробітках до Польщі; захоплювався риболовлею.
У червні 2018 року вступив на військову службу за контрактом; прапорщик, військовослужбовець батальйону зв'язку 114-ї бригади, відряджений в зону ООС до 79-ї бригади на посаду навідника.
16 травня 2019-го загинув під час двостороннього бою від смертельного поранення — внаслідок мінометного обстрілу, який  терористи вели по бойових позиціях ВОП поблизу села Водяне (Волноваський район). Розпочавши розвідку боєм одного з ротних опорних пунктів окремої десантно-штурмової бригади, що обороняла Водяне, противник обстріляв позиції з мінометів калібрів 82 і 120 мм, гранатометів, великокаліберних кулеметів та стрілецької зброї. Під прикриттям вогню підрозділ ворожої піхоти просунувся в смугу забезпечення та почав наближатися до українських позицій. Прапорщик Василь Джус у той час перебував на взводному опорному пункті. Виявивши з товаришами ворожу піхоту, зосередженим вогнем примусив її відступити. Прикриваючи відступ, ворог посилив обстріл; внаслідок вибуху однієї з мін Василь зазнав поранень, не сумісних з життям.
19 травня 2019 року в Івано-Франківському Будинку смутку відбулося прощання. 20 травня похований в Букачівцях.
Без Василя лишились мама і донька.

## Нагороди та вшанування
- Указом Президента України № 625/2019 від 23 серпня 2019 року за «особисту мужність і самовіддані дії, виявлені у захисті державного суверенітету та територіальної цілісності України» — нагороджений орденом «За мужність» III ступеня (посмертно)[4]